# 1615
1615 (MDCXV) var ett normalår som började en torsdag i den gregorianska kalendern och ett normalår som började en söndag i den julianska kalendern.

## Händelser

### Februari
- 3 februari – Engelske kaptenen John Milward från Engelska ostindiska kompaniets skepp Thomas upptäcker Julön.[1]

### Juni
- 11 juni – Karl IX:s dotter Katarina Vasa gifter sig med pfalzgreven Johan Kasimir av Pfalz-Zweibrücken. De blir sedermera föräldrar till Karl X Gustav.

### Juli
- 31 juli – Svenskarna marscherar mot Pskov.

### Augusti
- 20 augusti – Pskov blir helt inneslutet av svenskarna.

### September
- 3 september – Svenskarna får fram artilleri och kan börja beskjuta Pskov.
- 30 september – Sedan den svenska situationen vid Pskov har blivit allt sämre kommer order om reträtt.

### Oktober
- 9 oktober – Innan reträtten gör svenskarna ett misslyckat försök att erövra Pskov.

### Okänt datum
- Jesper Mattson Cruus af Edeby blir ny svensk riksskattmästare.
- Halmstads slott färdigställs.
- Miguel Cervantes publicerar andra delen av romanen Don Quijote. Den första delen ges ut 1605.
- En ovanligt kraftig islossning och vårflod i Torne älv för bort kyrkan i Särkilax.

## Födda
- 1 januari – Seved Bååth, svensk ämbetsman, president för Svea hovrätt 1661–1668 och riksskattmästare 1668–1669.
- 25 januari – Govert Flinck, nederländsk konstnär.
- 27 januari – Nicolas Fouquet, fransk politiker.
- 13 mars – Innocentius XII, född Antonio Pignatelli, påve 1691–1700.
- 20 juni – Salvator Rosa, italiensk målare, poet och gravör under barocken.
- Josina Walburgis van Löwenstein-Wertheim-Rochefort, nederländsk abbedissa.

## Avlidna
- 4 juni – Yodo-dono, inflytelserik japansk adelskvinna.
- 27 maj – Margareta av Valois, drottning av Navarra och Frankrike.
- 30 juli – Evert Horn af Kanckas, svensk fältmarskalk.
- 25 september – Arabella Stuart, engelsk adelskvinna.

### Fotnoter
1. ↑  World Statesmen (läst 3 april 2011)